# Fregenal de la Sierra (ort)
Fregenal de la Sierra är en ort i Spanien.   Den ligger i provinsen Provincia de Badajoz och regionen Extremadura, i den sydvästra delen av landet, 400 km sydväst om huvudstaden Madrid. Fregenal de la Sierra ligger 572 meter över havet och antalet invånare är 5 207.
Terrängen runt Fregenal de la Sierra är platt åt sydost, men åt nordväst är den kuperad. Runt Fregenal de la Sierra är det ganska glesbefolkat, med 21 invånare per kvadratkilometer. Närmaste större samhälle är Jerez de los Caballeros, 19,8 km nordväst om Fregenal de la Sierra. Trakten runt Fregenal de la Sierra består till största delen av jordbruksmark.